# (1397) Umtata
(1397) Umtata ist ein Asteroid des mittleren Hauptgürtels, der am 9. August 1936 vom südafrikanischen Astronomen Cyril V. Jackson am Union-Observatorium in Johannesburg bei einer Helligkeit von 12,7 mag entdeckt wurde. Nachträglich konnte der Asteroid bereits auf Aufnahmen gefunden werden, die am 9. und 11. April 1931 am Lowell-Observatorium in Arizona gemacht worden waren.
Der Asteroid wurde benannt nach der Hauptstadt des früheren Homelands Transkei und Sitz der Selbstverwaltung. Der Ort wurde 2004 umbenannt in Mthatha.

## Wissenschaftliche Auswertung
Eine Auswertung von Beobachtungen durch das Projekt NEOWISE im nahen Infrarot führte 2011 zu vorläufigen Werten für den Durchmesser und die Albedo im sichtbaren Bereich von 22,9 km bzw. 0,08. Nach neuen Messungen mit NEOWISE wurden die Werte 2014 auf 20,8 km bzw. 0,08  geändert.
Der Asteroid wurde erstmals am 29. und 30. Mai 1984 am McDonald-Observatorium in Texas und am 31. Mai am Cerro Tololo Inter-American Observatory in Chile photometrisch beobachtet. Mit einer wenig ausgeprägten Lichtkurve konnte damals für die Rotationsperiode nur ein sehr provisorischer Wert von etwa 30 h angegeben werden. Erst vom 1. bis 25. April 2019 wurde der Asteroid am Command Module Observatory in Arizona erneut photometrisch beobachtet und aus der gemessenen Lichtkurve eine abweichende Rotationsperiode von 240,6 h bestimmt. (1397) Umtata ist demnach ein sehr langsamer Rotator.
Aus archivierten Daten des Asteroid Terrestrial-impact Last Alert System (ATLAS) aus dem Zeitraum 2015 bis 2018 konnte in einer Untersuchung von 2022 mit der Methode der konvexen Inversion eine Rotationsperiode von 237,58 h bestimmt werden.

## Asteroidenpaar
(1397) Umtata bildet mit dem Asteroiden (311) Claudia ein quasi-complanares Asteroidenpaar. Sie besitzen sehr ähnliche Bahnelemente und bewegen sich nahezu in der gleichen Bahnebene, allerdings ist die Bahn von (1397) Umtata kleiner und elliptischer und ihre Apsidenlinien sind stark gegeneinander verdreht. (1397) Umtata besitzt eine deutlich kürzere Umlaufzeit um die Sonne als (311) Claudia, so dass er sie etwa alle 40 Jahre überholt. Für einen Zeitraum von etwa vier Jahren führen die beiden Asteroiden dann als Quasisatelliten eine Pendelbewegung umeinander aus, allerdings ohne gravitativ aneinander gebunden zu sein, bevor sie sich wieder voneinander entfernen. In den 1000 Jahren um die derzeitige Epoche herum kommen sich die beiden Körper aber nicht näher als 1,6 Mio. km.